# Stazione di Roccabernarda
La stazione di Roccabernarda è stata una stazione ferroviaria della provincia di Crotone posta a 8 metri s.l.m. sulla ferrovia Jonica. Sita nel territorio comunale di Belcastro, serve tuttavia principalmente il comune limitrofo di Roccabernarda.